# Chiesa della Gran Madre di Dio (Roma)
(Iscrizione sul fregio del frontone)

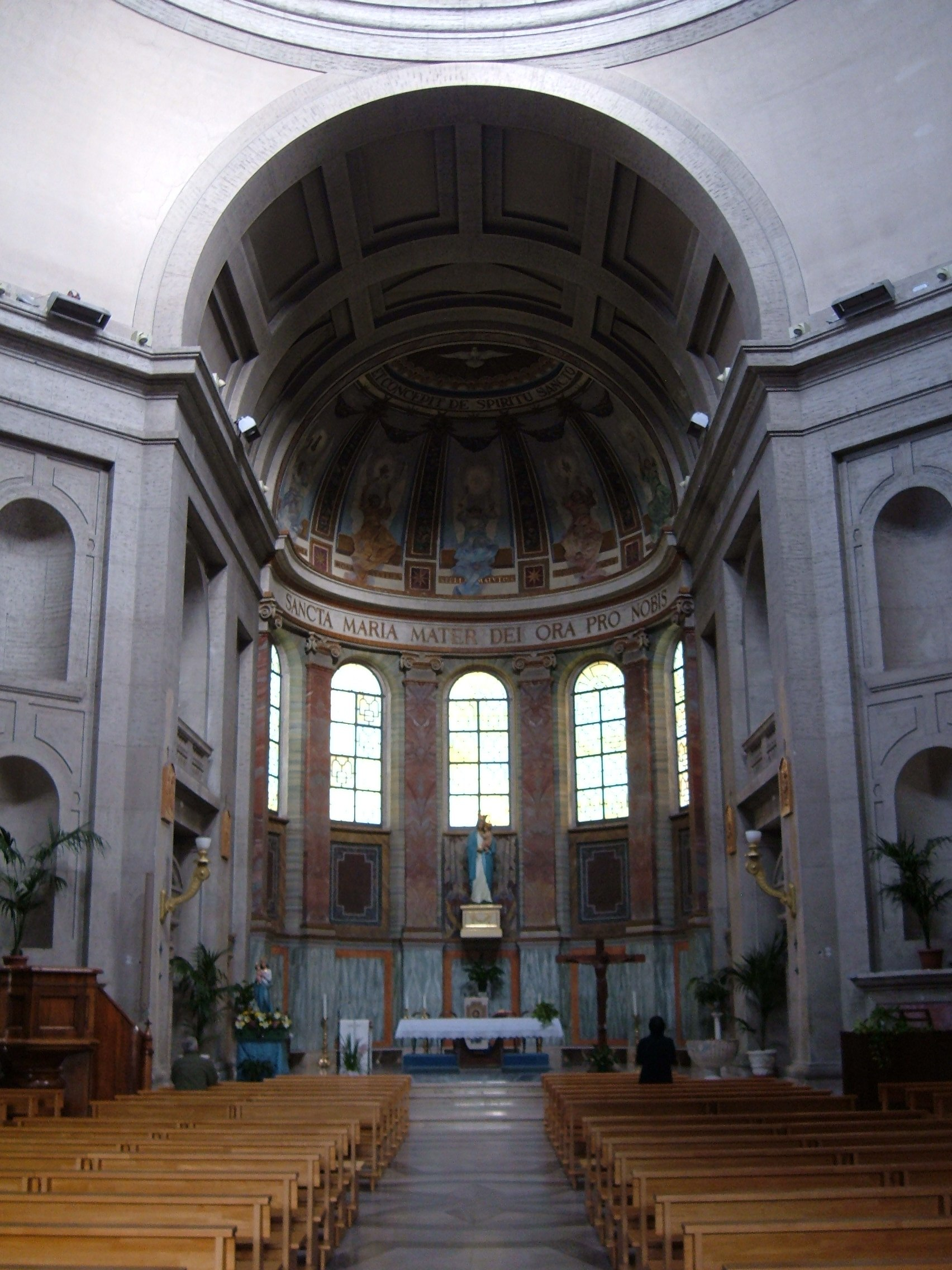
Interno

La chiesa della Gran Madre di Dio è un luogo di culto cattolico di Roma.

## Storia
Sorge sulla riva destra del Tevere, in via Cassia, 1, vicino alla confluenza tra la via Flaminia e la via Cassia, in corrispondenza del piazzale di Ponte Milvio, al quale è legato il ricordo della battaglia tra Costantino e Massenzio nell'anno 312, e della nuova età aperta allora per la Chiesa cattolica.
Il tempio monumentale fu voluto da papa Pio XI nel 1931, in ricordo delle celebrazioni indette per commemorare il XV centenario del concilio di Efeso, che sancì i dogmi della maternità divina e della verginità perpetua di Maria, presenti nella tradizione patristica e nella devozione popolare fin dalle origini della Chiesa. 
Fu costruito tra il 1931 ed il 1933 su progetto dell'architetto Cesare Bazzani, realizzato da Clemente Busiri Vici, e consacrato nel 1937 dal vescovo Francesco Beretti. È sede della parrocchia omonima, eretta da Pio XI il 1º dicembre 1933, anno del Giubileo straordinario della Redenzione, con la costituzione apostolica "Quo perennius".
Alla chiesa è legato il titolo cardinalizio di Gran Madre di Dio istituito nel 1965. Dal 24 novembre 2007 ne è titolare il cardinale Angelo Bagnasco.
Dal 1º settembre 2016 ne è parroco Monsignor Luigi Storto, nominato con decreto n. 877/16 del Vicariato di Roma.

## Descrizione
L'ingresso centrale è preceduto da un pronao con frontone triangolare sorretto da due colonne con capitelli corinzi e da pilastri laterali. All'interno del frontone si trova lo stemma di papa Pio XI; vi sono inoltre due ingressi laterali che si aprono in due corpi di fabbrica curvilinei, posti a lato del pronao. Due piccoli campanili laterali, culminanti in affiancano la grande cupola che poggia su un tamburo ottagonale ed è sormontata da una lanterna, anch'essa ottagonale. Nel tamburo si aprono otto grandi finestre rettangolari, una per lato.
La chiesa presenta una pianta a croce greca. Nell'abside semicircolare si aprono cinque finestre a tutto sesto, sopra le quali, entro una cornice, corre l'iscrizione SANCTA MARIA MATER DEI ORA PRO NOBIS (Santa Maria, Madre di Dio, prega per noi). Nel catino absidale si trova un affresco del pittore Federico Morgante.